# SN 2007iq
SN 2007iq – supernowa typu Ic odkryta 12 września 2007 roku w galaktyce UGC 3416. W momencie odkrycia miała maksymalną jasność 17,50m.